# Epanterias
Epanterias – rodzaj dużego teropoda z grupy allozauroidów. Według niektórych naukowców może on być dużym osobnikiem allozaura. W nowszych publikacjach rodzaj Epanterias jest synonimizowany z Allosaurus.

## Wielkość
Rozmiarami niemal dorównywał tyranozaurowi. Jedyny znaleziony osobnik (AMNH 5767) miał około 12 metrów długości.

## Pożywienie
Epanterias był drapieżnikiem, polował na duże dinozaury roślinożerne, w tym zauropody.

## Występowanie
Zamieszkiwał zachodnią Amerykę Północną w późnej jurze.

## Odkrycie
Jest to jeden z wielu dinozaurów nazwanych przez XIX-wiecznego paleontologa Edwarda Drinkera Cope'a, uczestnika kostnych wojen.

## Opis
Wielki drapieżnik. Dwunożny, przednie kończyny krótsze od tylnych. Szczęki pełne ostrych zębów.